# Зарецкая, Ирина Игоревна
Ирина Игоревна Зарецкая (азерб. İrina İqorevna Zaretska, укр. Ірина Ігорівна Зарецька; род. 4 марта 1996, Одесса, Украина) — азербайджанская (ранее — украинская) каратистка, серебряный призёр Олимпийских игр 2020 года в Токио, трёхкратная чемпионка мира (2018, 2021, 2023 гг.), победительница Европейских игр 2015 и 2023 гг. и Исламских игр солидарности 2017 и 2022 года.

## Биография
Ирина Игоревна Зарецкая родилась 4 марта 1996 года в Одессе. По собственным словам, занималась карате с трёх лет. Первым тренером был Сергей Славута. Около года занималась ката у Владимира Колесника. С 2005 года до настоящего времени тренируется у Дениса Морозова.
Окончила школу с золотой медалью и училась на судебно-административном факультете Одесской юридической академии.
Замужем за каратистом Александром Дожуком из Черновцов.

## Достижения
На Европейских играх 2015 года в Баку в весовой категории до 68 кг завоевала золотую медаль.
29 июня 2015 года за высокие достижения на I Европейских играх и заслуги в развитии спорта в Азербайджане награждена орденом «Слава».
На чемпионате Европы 2016 года в Монпелье в составе сборной Азербайджана заняла первое место в турнире команд по кумите.
На Исламских играх солидарности 2017 и 2021 года заняла первое место, завоевав золотую медаль.
В 2018 году на Премьер-лиге по карате (Берлин) стала второй, завоевав серебряную медаль.
На чемпионате Европы по карате 2018 года стала второй, уступив в финале спортсменке из Швейцарии.
На чемпионате мира по карате 2018 года в Мадриде завоевала золотую медаль, одолев в финале россиянку Викторию Исаеву. Ирина Зарецкая стала вторым спортсменом в истории азербайджанского карате, добившемся такого достижения на взрослом уровне.
Завоевала серебряную медаль на чемпионате Европы по карате 2023 года.
Завоевала золотую медаль на чемпионате мира по карате 2023 года в Будапеште.